# Ligne 3010 (DB Netz)
La ligne 3010 (DB Netz) (ou ligne de Coblence à Perl frontière) est une ligne de chemin de fer située en Allemagne et qui remonte la vallée de la Moselle de Coblence à Perl en passant par Trèves. Elle est prolongée en France par la Ligne de Thionville à Apach.